# فهرست کدهای حقوقی باستانی

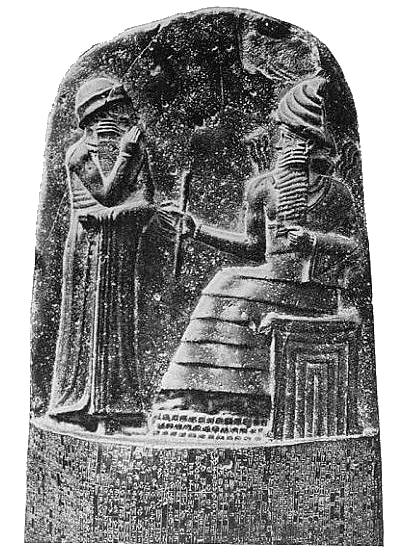
بخش فوقانی سنگ یادبود قانون حمورابی.

کد قانونی یک ویژگی مشترک سیستمهای حقوقی خاورمیانه باستان بود. قانون سومری Ur-Nammu (حدود ۲۱۰۰–۲۰۵۰ پیش از میلاد)، پس از آن کد بابل hamururabi (حدود ۱۷۶۰ قبل از میلاد)، از ابتدایی‌ترین منشأ هلال حاصلخیز است. در امپراتوری روم تعدادی رمزنگاری تدوین شد، مانند دوازده جدول قانون روم (اولین بار در سال ۴۵۰ قبل از میلاد مسیح) و Corpus Juris Civilis، همچنین با عنوان کد ژوستینین (۴۲۹–۵۳۴ بعد از میلاد) شناخته شده‌است. در چین باستان، اولین کد کیفری جامع، قانون تنگ بود که در سال ۶۲۴ میلادی در سلسله تنگ ایجاد شد. در هند، احکام اشوکا (۲۶۹–۲۳۶ پیش از میلاد) توسط قانون مانو (۲۰۰ قبل از میلاد) ایجاد شد.
لیستی از کدهای حقوقی باستانی به ترتیب زمانی:
- کد Urukagina (2،۳۸۰–۲۳۶۰ قبل از میلاد)
- قانون میخی (۲۳۵۰–۱۴۰۰ قبل از میلاد)
- کد Ur-Nammu، پادشاه Ur (حدود ۲۰۵۰ قبل از میلاد)
- قوانین ایشنونا (حدود ۱۹۳۰ پیش از میلاد)[۱]
- Codex of Lipit-Ishtar of Isin (حدود ۱۸۷۰ پیش از میلاد)[۲]
- قوانین بابل / قانون حمورابی (وفات ۱۷۹۰ پیش از میلاد)
- قوانین هیتی (حدود ۱۶۵۰–۱۱۰۰ قبل از میلاد)
- کد نسیلیم (حدود ۱۶۵۰–۱۵۰۰ قبل از میلاد)
- قانون موسی / تورات (قرن ۱۰ تا ۶ قبل از میلاد)
- قوانین آشور / قانون عاشورا (حدود ۱۰۷۵ قبل از میلاد)
- قانون اساسی دراکونی (قرن هفتم قبل از میلاد)
- کد گورتین (قرن ۵ قبل از میلاد)
- دوازده جدول قانون رومی (۴۵۱ قبل از میلاد)
- احکام مربوط به قانون Ashoka of Buddhist (269-236 پیش از میلاد)
- قانون مانو (حدود ۲۰۰ سال قبل از میلاد)
- Corpus Juris Civilis (کد ژوستینین) (۵۲۹ تا ۵۳۴ میلادی)
- شرع یا شریعت اسلامی (حدود ۵۷۰)
- تنگ کد (۶۲۴ تا ۶۳۷)
- Halakha (احکام شرعی یهود، از جمله قوانین کتاب مقدس و بعداً قانون تالمود و رابین، و همچنین آداب و رسوم)
- قوانین سنتی چین
- کد جنتو
- قانون برهون